# Chokladboll

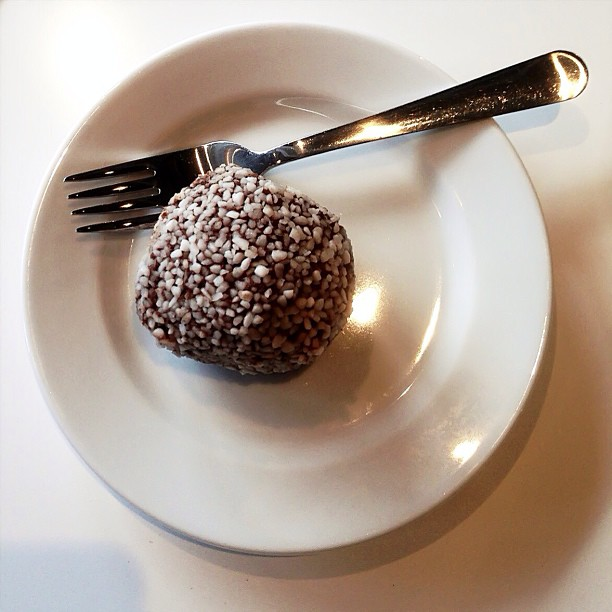
Chokladboll.

La chokladboll (literalmente ‘bola de chocolate’) es un popular dulce sueco.
Suele ser algo más pequeña que una pelota de golf, y consiste en harina de avena, azúcar, café, cacao en polvo, mantequilla y a veces un poco de azúcar vainillada, que se mezclan hasta obtener una masa compacta de la que se forman bolas que se cubren de azúcar cande, coco rallado o fideos. Pueden comerse de inmediato, pero es más frecuentes dejarlas reposar en el frigorífico durante aproximadamente una hora, o en el congelador si se prefiere una variedad más dura. Gracias a ser una receta simple, cualquier puede elaborarla rápidamente y es popular en fiestas infantiles y como golosina casera.

## Nombre
El nombre tradicional de la receta es negerboll (‘bola de negro’), y fue acuñado en una época en la que virtualmente no había personas de color en Suecia. Como la palabra neger ya no se considera neutral, mucha gente y libros de cocinas evitan usar el término. La alternativa más frecuente es chokladboll, aunque no exacta ya que la receta no contiene chocolate (aunque sí cacao). En la zona de Gotemburgo la versión con coco rallado se llama kokosboll (‘bola de coco’), lo que resulta confuso al existir una receta del mismo nombre a base de gelatina, y porque no todas las chokladbollar llevan coco, ya que el azúcar cande se usa más. Otro nombre es havreboll (‘bola de avena’), aunque se usa más para la variante que contiene cantidades pequeñas o ningún coco. Un popular fabricante del dulce, Delicato, emplea la denominación Delicatoboll. Debido a la controversia que ha rodeado al nombre, algunas cafeterías lo llaman simplemente Kalla den vad du vill (‘llámalos como quieras’).
En 2003, el propietario de una pastelería de Sjöbo fue denunciado por discriminación racial ante el ombudsman (defensor del pueblo sueco) por usar la palabra negerbollar en un cartel del local. Sin embargo, el caso fue desestimado porque la mujer denunciante no se consideró personalmente insultada.